# Ielizaveta Litvinova
Pour les articles homonymes, voir Litvinova.
Ielizaveta Fedorovna Litvinova (1845-1919?) est une mathématicienne et pédagogue russe. Elle est l'auteure de plus de 70 articles sur l'enseignement des mathématiques.
Née Ivanchkina (en 1845, dans l'Empire russe), Ielizaveta Fedorovna poursuit ses études dans un lycée de jeunes filles de Saint-Pétersbourg.
En 1866, elle se marie avec Viktor Litvinov et reçoit les cours d'Alexandre Nikolaïevitch Strannolioubski, ex-professeur particulier de mathématiques de Sofia Kovalevskaïa.
En 1872, Ielizaveta Litvinova devient veuve. Elle part alors pour Zurich pour suivre des études à l'Institut polytechnique. En 1873, le tsar de Russie décrète que toutes les femmes russes étudiant à Zurich doivent obligatoirement retourner en Russie ou en subir les conséquences. Litvinova est l'une des rares à désobéir. Elle obtient son baccalauréat à Zurich en 1876 et son doctorat de l'université de Berne en 1878.
Lorsque Litvinova retourne en Russie, elle est privée de poste universitaire pour avoir ignoré le décret tsariste de 1873. Elle enseigne alors dans un lycée de jeunes filles et complète son maigre salaire en écrivant des biographies de mathématiciens célèbres comme Aristote ou Sofia Kovalevskaïa.
Elle meurt en 1919, pendant la guerre civile qui suivit la révolution russe.